# Histoire du Corps des Marines des États-Unis
L'histoire du Corps des Marines des États-Unis commence lors de la guerre d'indépendance, lorsque le Congrès des États-Unis crée le corps des Continental Marines, le 10 novembre 1775. Ceux-ci sont rapidement démobilisés, dès 1785. Mais la Quasi-guerre contre la France en 1798 oblige le Congrès à revenir sur sa décision, en votant un texte recréant un corps de fusiliers marins le 11 juillet 1798. Ce corps est alors placé sous l'autorité directe du Secrétaire à la Marine. Ce Corps des Marines est celui qui existe encore aujourd'hui, et a servi dans la quasi-totalité des conflits dans lesquels ont été engagés les États-Unis.

## Création

### Époque coloniale
Avant la Révolution américaine, les Treize Colonies servaient, comme les autres colonies de l’Empire britannique, de lieu de recrutement pour l’infanterie coloniale et ces unités étaient fréquemment utilisées pour effectuer ou empêcher des débarquements. Ainsi, en 1740, les Britanniques levèrent trois mille hommes, qui prirent le nom de « Marines de Gooch », du nom de leur commandant, et débarquèrent à Carthagène, puis Guantanamo en 1741. La guerre de Sept Ans confirma ce rôle d’infanterie de marine de l’infanterie coloniale américaine, qui avait un rôle important lors des débarquements, mais aussi dans les combats en mer.

### Les Continental Marines

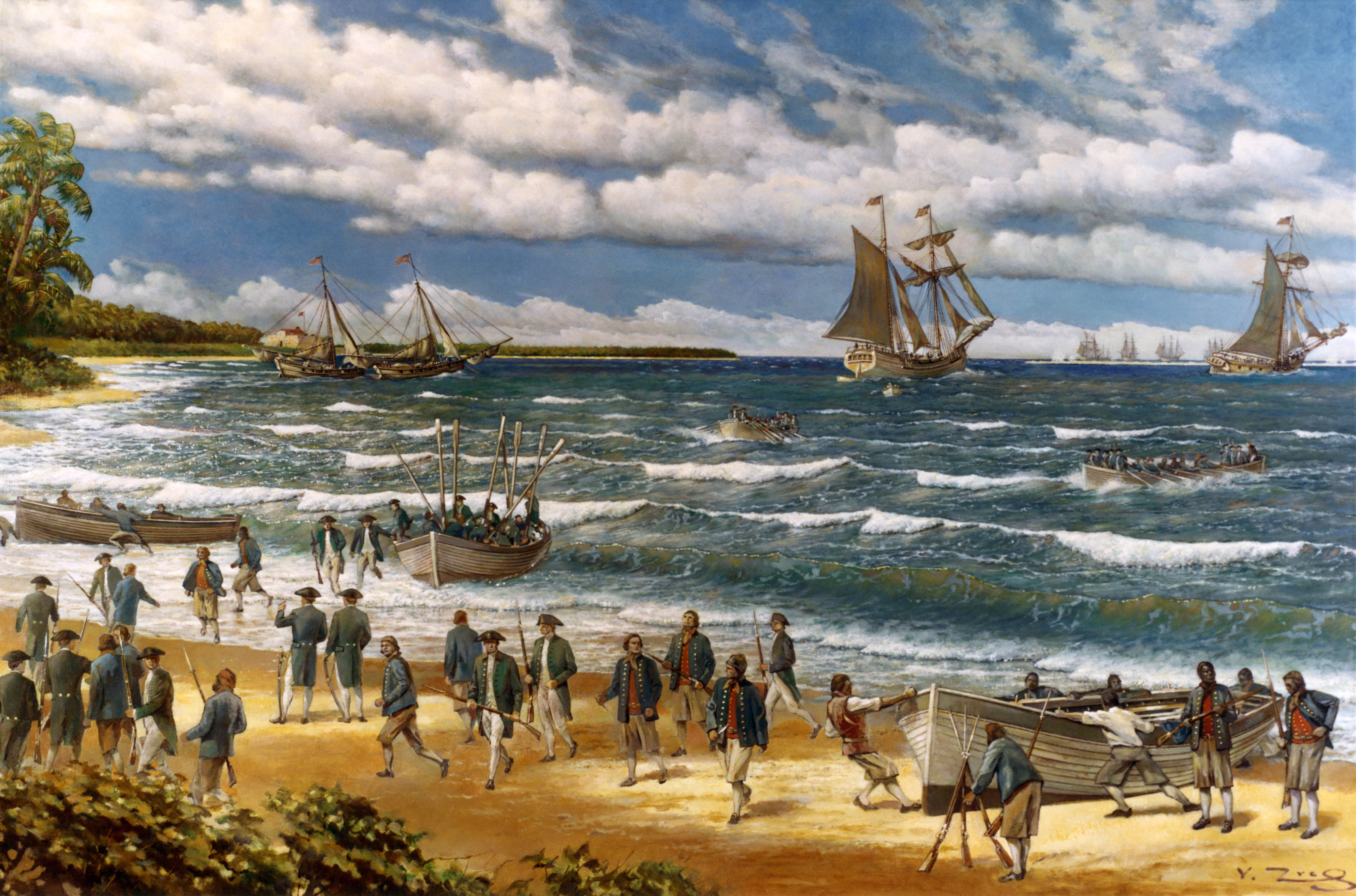
Le raid des Marines sur Nassau en 1776.

Au début de la guerre d’indépendance américaine, diverses troupes remplissent le rôle d’infanterie de marine, en armant par exemple les navires patrouillant le lac Champlain. La date traditionnellement retenue pour la création du Corps des Marines des États-Unis est toutefois le 10 novembre 1775, lorsque le congrès continental, sur proposition de John Adams, ordonne de lever deux bataillons d’infanterie de marine. Ces Marines, appelés Continental Marines, viennent s’ajouter aux marines des États et à ceux des navires corsaires. La tâche de lever les deux bataillons est confiée à Samuel Nicholas, qui devient le commandant en chef des Marines pendant toute la durée de la guerre.
Durant leurs premiers mois d’existence, les Marines opèrent principalement à bord des navires de la Marine américaine et effectuent occasionnellement des raids sur les possessions britanniques dans la région, comme celui sur Nassau le 3 mars 1776. Toutefois, à la fin de cette même année, les Marines sont engagés sur terre au côté de l’armée lors des batailles d’Assunpink Creek et de Princeton. Par la suite, les Marines participent aux premières attaques contre l’Angleterre en avril 1778 en conduisant à bord de l’USS Ranger les raids contre Whitehaven et St. Mary's Isle.
Après la fin de la guerre, les navires composant la flotte américaine sont progressivement vendus, le dernier l’étant en 1785 et les bataillons de Continental Marines sont dissouts. 

### Fondation du Corps des Marines

#### La quasi-guerre
Bien que la Marine ait été réactivée en 1794, il faut attendre 1798 pour que soit soulevée la question de l’infanterie de marine devant armer les nouveaux navires. Cette question devenait urgente du fait de la quasi-guerre entre la France et les États-Unis, qui débute en mai 1798. John Adams, désormais président des États-Unis, approuve le 11 juillet 1798 une proposition du Congrès établissant le Corps des Marines des États-Unis, dont les troupes sont placées directement sous les ordres du président et dépendent soit de la Marine, soit de l’Armée, en fonction des tâches qu’elles remplissent sur le moment. Le commandement de la nouvelle branche est confié à William Ward Burrows et son quartier général établit à Philadelphie, qu’il quitte néanmoins dès 1800 pour s’installer à Washington.
Pendant cette guerre larvée avec la France, les Marines participent, du fait de leur présence à bord des bâtiments de la Navy, à tous les engagements en mer. Ils jouent en particulier un rôle proéminent dans la capture de la frégate française Insurgente et du Sandwich, navire britannique retenu par les Français à Saint-Domingue, ainsi que dans les opérations contre les pirates haïtiens de Rigaud. Sur terre les Marines se voient confier la garde des prisonniers français retenus à Philadelphie. À la fin de la guerre en 1801, le président Jefferson démantèle toutefois à nouveau une grande partie de la Navy et réduit les effectifs du Corps des Marines à quatre cent cinquante hommes.

#### La guerre de 1812
Au début de la guerre anglo-américaine de 1812, les Marines ne comptent que quatre cent quatre-vingt-trois hommes et dix officiers, trop peu pour leur permettre de remplir correctement leurs missions. Le manque de personnel est à ce point criant que le Corps doit faire appel à des volontaires de l’Armée pour compléter les équipages des navires patrouillant les Grands Lacs. Grâce à ces navires et à leurs troupes embarquées, les États-Unis parviennent progressivement à sécuriser les lacs, notamment à la suite de la Bataille du lac Érié, consolidant ainsi leur défense et leur permettant de lancer des raids sur le Canada. Parallèlement, les Marines sont engagés sur mer avec la Navy et sur terre avec l’Armée, notamment le 24 août 1814 lors de la bataille de Bladensburg, pendant laquelle les Marines tentèrent, sans succès, d’empêcher les Britanniques d’atteindre Washington.

#### Les Marines sous le commandement d’Henderson
Une fois la guerre terminée, les effectifs sont une nouvelle fois réduit et les missions des Marines dans les décennies suivantes sont essentiellement consacrées à la lutte contre la piraterie en Méditerranée, dans l’Océan Indien et surtout dans les Caraïbes. Sous la direction du commandant Archibald Henderson, nommé en 1820, les Marines débarquent ainsi à plusieurs reprises dans les années 1820 à Cuba et Porto Rico pour chasser les pirates. Des expéditions sont également menées dans les années 1830 jusqu’aux îles Malouines, à Sumatra et dans tout l’Océan Pacifique afin d’y protéger les intérêts américains. Pendant la même période, le 30 juin 1834, le Congrès passe une loi réorganisant le Corps des Marines, notamment afin de clarifier sa situation juridique ambigüe, relevant alternativement de l’Armée ou de la Marine. Désormais les Marines ne dépendront que de la Marine, à moins que le président n’en détache des éléments pour les placer temporairement sous la direction de l’Armée. Cette disposition est mise en œuvre dès 1836, lorsque Henderson propose de fournir un régiment de Marines à l’Armée, qui est alors en difficulté face aux Séminoles et aux Creek lors de la première guerre séminole. Les Marines peuvent ainsi soulager l’Armée en s’attaquant aux Séminoles réfugiés dans les marais de Floride, laissant ainsi celle-ci libre d’affronter les Creek.
Jusqu’à sa retraite en 1859, Henderson consacre une attention toute particulière à relever le niveau de discipline et la qualité du Corps des Marines.

## L’uniforme
Comme pour l’armée continentale et la navy continentale, l’uniforme des marines fit l’objet de réglementations dès l'origine. 
La tenue des hommes de troupe est la suivante : 
- La tunique était verte, à boutons d’étain avec des parements blancs, une chemise verte et un gilet blanc.
- Une boutonnière rouge pour les sous-officiers.
- Des pantalons blancs, des bas de laine blancs jusqu’aux genoux, éventuellement guêtres noires.
- Un petit chapeau rond noir avec liseré blanc, dont un bord est recourbé.
- Des chaussures noires.
- L’engagé devait fournir lui-même une besace blanche, une musette à munition en cuir noir et une gourde en bois, bleue ou aux bords peints en rouge avec une ancre peinte sur le centre.
- L’armement était un fusil français Charleville ou anglais de prise, Brown Bess. Le mousquet devait être équipé d’une sangle blanche uniquement, à défaut pas de sangle. Une baïonnette et un sabre d’infanterie britannique pour l’abordage.
- Un outil, pelle, hache, pioche, ou autres.

Les officiers avaient une tenue assez semblable. Les différences notables résident dans les boutons d'argent, une épaulette d’argent (sur l’épaule droite), un passepoil vert sur le pantalon, guêtres noires obligatoires. Les officiers étaient libres du choix de leur épée. 
Dans la pratique, beaucoup d’hommes n’eurent pas cet uniforme. Les officiers se le faisaient faire sur mesure, mais les hommes de troupe qui n’eurent pas la chance de le percevoir n’avaient pas toujours les moyens de se le faire fabriquer, tout au moins dans les premières heures de la guerre. Par exemple, les marines qui servaient sur les bateaux de John Paul Jones furent vêtus de tuniques rouges prises aux Anglais. Il en va de même avec l’armement. Certains rapports font état de marines qui se battaient avec des pics, et même certains avec des tomahawks[réf. nécessaire].

## Effectifs
Les effectifs varièrent beaucoup au cours de l'Histoire. Au 14 mai 1801, lorsque le Bey de Tripoli déclara la guerre aux États-Unis, le Marine Corps comptait 38 officiers et 319 hommes du rang. 
Au 6 avril 1917, le corps comptait à peu près 13 000 hommes, et en août 1917 leur nombre fut élevé à 30 000 hommes. Le 11 novembre 1918, le Corps comptait 2 474 officiers et 70 489 hommes du rang dont 269 auxiliaires féminine en comprenant son aviation qui disposait de 2 500 hommes et 340 appareils. Au printemps 1920, le Corps fut ramené de 75 000 à 15 000 hommes, un effectif qu'il n'avait jamais atteint et connu en temps de paix.

## Liste des guerres et opérations

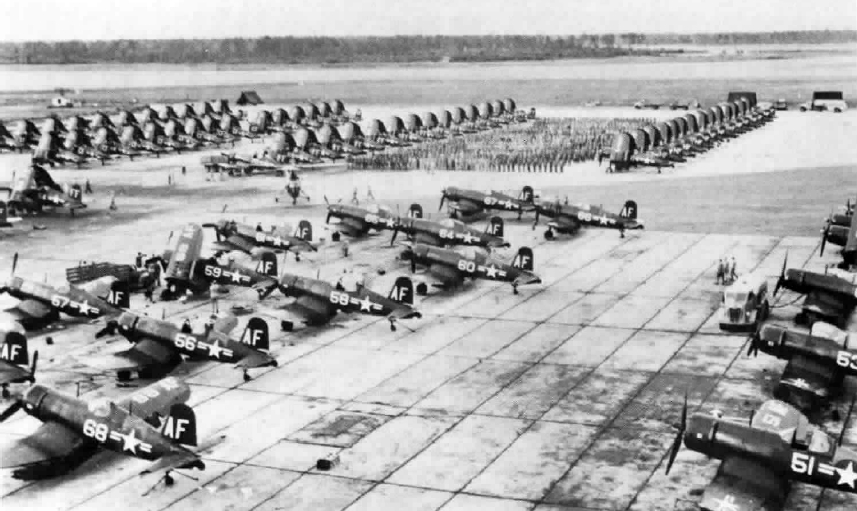
Une escadron de Chance Vought F4U Corsair de l'USMC en 1948.

- Guerre d'indépendance des États-Unis, 1775-1783
- Guerre navale avec la France, 1798-1800
- Guerre de Tripoli, 1801-1805
- Deuxième guerre d'indépendance, 1812
- Bataille de Twelve Mile Swamp (Floride), 11 septembre 1812
- Bataille de Quallah Batto (Sumatra), 6 février 1832
- Guerre contre les Indiens de Floride, 1835-1842
- Guerre américano-mexicaine, 1846-1847
- Bataille de Shanghai (Chine), 4 avril 1854
- Bataille de la baie de Ty-Ho (Chine), 4 août 1855
- Bataille contre les Indiens près de Seattle, 26 janvier 1856
- Bataille des forts de la Barrière (Chine), 16-22 novembre 1856
- Bataille de Waya (îles Fidji), 6 octobre 1858
- Capture de John Brown (Harper’s Ferry), 18 octobre 1859
- Guerre de Sécession, 1861-1865
- Bataille de Shimonoseki (USS Wyoming contre trois bateaux japonais et des batteries côtières), 16 juillet 1863
- Bataille des forts de la Rivière Salée (Corée), 10-11 juin 1871
- Guerre hispano-américaine, 21 avril-13 août 1898
- Insurrection des Philippines, 30 juin 1898–4 juillet 1902
- Bataille de Tagalii (îles Samoa), 1er avril 1899
- Expédition de secours en Chine (Rébellion des Boxers), juin - août 1900
- Campagne au Nicaragua, 1912
- Capture de Veracruz (Mexique), 21–22 avril 1914
- Occupation de la République dominicaine, 5 mai 1916–17 septembre 1924
- Occupation d’Haïti, 28 juillet 1915-31 août 1934
- Première Guerre mondiale, 6 avril 1917–11 novembre 1918 
  - La bataille du bois Belleau en 1918 forgera leur réputation.
- Occupation du Nicaragua, 6 janvier 1927–3 janvier 1933
- Seconde Guerre mondiale, 7 décembre 1941-15 août 1945
- Déploiement en Chine du nord, 30 septembre 1945-16 mai 1949 (rapatriement des Japonais et des prisonniers de guerre sur place)[13]
- Guerre de Corée (sous mandat des Nations unies), 27 juin 1950–27 juillet 1953
- Crise de 1958 au Liban, 15 juillet-30 septembre 1958
- Débarquement en Thaïlande, 16 mai–10 août 1962
- Crise des missiles (contre Cuba), 24 octobre–31 décembre 1962
- Intervention en République dominicaine, 28 avril 1964–6 janvier 1965
- Guerre du Viêt Nam, 15 mars 1962–28 janvier 1973
- Opération Eagle Pull (Cambodge), avril 1975
- Opération Frequent Wind (Viêt Nam du Sud), avril 1975
- Opération de secours des otages du porte-conteneurs Mayagüez (combats des îles de Koh Tang, Cambodge), mai 1975
- Opération Eagle Claw (tentative de sauvetage des otages en Iran ; des équipages de l'USMC pilotent les hélicoptères utilisés), avril 1980
- Débarquement sur l’île de la Grenade, octobre-novembre 1983
- Déploiement au Liban (Beyrouth), août 1982-février 1984
- Guerre du Golfe (1990-1991), août 1990-avril 1991
- Zone de sécurité au Kurdistan, avril 1991, toujours en cours
- Interdiction de survol de l’Irak, 1991, toujours en cours
- Opérations de maintien de la paix en Bosnie-Herzégovine 1991, toujours en cours
- Opération d’aide humanitaire en Somalie, 1992-1993
- Opération à Haïti, 1994-1996
- Évacuation du Rwanda, avril 1994
- Évacuation de la Somalie, janvier-mars 1995
- Déploiement dans le golfe Persique, novembre 1995-mai 1996
- Kosovo - Opération Joint Guardian, 1999
- Afghanistan - Opération Enduring Freedom, 7 octobre 2001, toujours en cours
- Opération liberté irakienne, mars - mai 2003
- Guerre d'Irak, mai 2003, toujours en cours
- Opération à Haïti, mars 2004, décembre 2004